# Hajao Mijazaki
Hajao Mijazaki (宮崎駿, Mijazaki Hajao) (* 5. ledna 1941, Tokio) je jeden z nejslavnějších a nejuznávanějších tvůrců japonských animovaných filmů – anime. Spolu s Isao Takahatou založil a nyní vede animátorské studio Ghibli, které produkovalo jeho nejznámější filmy.
Mijazaki je tvůrcem mnoha populárních celovečerních anime i několika japonských komiksů (mangy). Jeho filmy slavily velké úspěchy co se týče hodnocení kritiky i výdělečnosti dříve zejména v Japonsku a jihovýchodní Asii. Teprve v roce 1999 na západ Miramax uvedl film Princezna Mononoke. Ten se v Japonsku krátce stal nejvýdělečnějším filmem všech dob. Překonal ho Titanic, ale v roce 2001 jej znovu sesadil Mijazaki se snímkem Cesta do fantazie, který získal i Oscara za nejlepší celovečerní animovaný film.
Mijazakiho tvorba se vyznačuje opakujícími se tématy, jako vzájemný vztah člověka, přírody a techniky, obtížnost jednání podle pacifistické etiky nebo pouť mladých lidí za nezávislostí a vlastní identitou. Hrdinové jeho filmů bývají často silné, nezávislé dívky nebo mladé ženy; ze „zloduchů“ se však často stávají neurčité postavy s vlastními kvalitami – postavy se málokdy dělí černobíle na dobré a zlé, pokud se vůbec v Mijazakiho filmech záporné postavy vyskytují. V jeho dílech se ovšem opakují i jiné prvky – Mijazaki je například náruživým milovníkem létání, které hraje významnou úlohu téměř ve všech jeho filmech.

## Filmografie

### Prvotní tvorba
| Rok  | Název                                           | Režie                                        | Poznámka                          |
| ---- | ----------------------------------------------- | -------------------------------------------- | --------------------------------- |
| 1963 | Wolf Boy Ken                                    | Sadao Cukioka, Isao Takahata                 | TV seriál                         |
| 1963 | Doggie March                                    | Akira Daikubara                              | Film                              |
| 1964 | Fujimaru of the Wind: The Childhood of a Ninja  | Daisaku Širakawa                             | TV seriál                         |
| 1965 | Gulliver's Travels Beyond the Moon              | Jošio Kuroda                                 |                                   |
| 1966 | Sally the Witch                                 | Tošio Kacuta, Horiši Ikeda                   | TV seriál                         |
| 1966 | Rainbow Sentai Robin                            |                                              | Seriál. Jen epizody 34 až 38      |
| 1968 | The Great Adventure of Horus, Prince of the Sun | Isao Takahata                                | Animace, design, storyboardy      |
| 1969 | The Wonderful World of Puss 'n Boots            | Kimio Jabuki                                 | Animace, design, storyboardy      |
| 1969 | Moomin                                          |                                              |                                   |
| 1969 | Flying Phantom Ship                             | Hiroši Ikeda                                 | Animace, design, storyboardy      |
| 1971 | Animal Treasure Island                          | Hiroši Ikeda                                 | Animace, design, storyboardy      |
| 1971 | Ali Baba and the Forty Thieves                  | Hiroši Šidara                                | Animace, storyboardy              |
| 1971 | Lupin III Část I                                | Hajao Mijazaki, Isao Takahata, Masaaki Osumi | 14 epizod                         |
| 1972 | Panda a malá panda                              | Isao Takahata                                | Krátký film, pracoval na scénáři. |
| 1974 | Heidi, Girl of the Alps                         | Isao Takahata                                | TV seriál                         |
| 1973 | Panda a malá panda: Cirkus v dešti              | Isao Takahata                                | Krátký film, pracoval na scénáři. |
| 1976 | 3000 Leagues in Search of Mother                | Isao Takahata                                | TV seriál                         |
| 1977 | Rascal the Raccoon                              |                                              | TV seriál                         |
| 1978 | Mirai šónen Konan                               | Hajao Mijazaki                               | TV seriál, pracoval na scénáři.   |
| 1979 | Anne of Green Gables                            | Isao Takahata                                | TV seriál                         |

| Rok       | Název                       | Role                                      | Poznámky                                                               |
| --------- | --------------------------- | ----------------------------------------- | ---------------------------------------------------------------------- |
| 1980      | Šin Lupin sansei            | epizodní režisér                          | TV seriál, jehož některé díly režíroval pod pseudonymem Cutomu Teruki. |
| 1982      | Space Adventure Cobra       | animace klíčových snímků                  | Celovečerní film, který režíroval Osamu Dezaki.                        |
| 1984–1985 | Slovutný detektiv Holmes    | epizodní režisér, šéfrežisér a scenárista | TV seriál.                                                             |
| 1990      | Nadia: Tajemství Modré vody | scenárista                                | TV seriál.                                                             |

### Celovečerní filmy
| Rok  | Název                            | Režie | Scénář | Produkce          | Poznámky                       | Zdroje |
| ---- | -------------------------------- | ----- | ------ | ----------------- | ------------------------------ | ------ |
| 1979 | Lupin III: Cagliostrův hrad      | Ano   | Ano    | Ne                |                                |        |
| 1984 | Naušika z Větrného údolí         | Ano   | Ano    | Ne                |                                |        |
| 1986 | Laputa: Zámek v oblacích         | Ano   | Ano    | Ne                |                                |        |
| 1988 | Můj soused Totoro                | Ano   | Ano    | Ne                |                                |        |
| 1989 | Doručovací služba čarodějky Kiki | Ano   | Ano    | Ano               |                                |        |
| 1992 | Porco Rosso                      | Ano   | Ano    | Ne                |                                |        |
| 1995 | Šepot srdce                      | Ne    | Ano    | dohled            | Režíroval Jošifumi Kondó.      |        |
| 1997 | Princezna Mononoke               | Ano   | Ano    | Ne                |                                |        |
| 2001 | Cesta do fantazie                | Ano   | Ano    | Ne                |                                |        |
| 2004 | Zámek v oblacích                 | Ano   | Ano    | výkonný producent |                                |        |
| 2008 | Ponyo z útesu nad mořem          | Ano   | Ano    | výkonný producent |                                |        |
| 2010 | Arrietty ze světa půjčovníčků    | Ne    | Ano    | výkonný producent | Režíroval Hiromasa Jonebajaši. |        |
| 2011 | Z makové hůrky                   | Ne    | Ano    | Ne                | Režíroval Goró Mijazaki.       |        |
| 2013 | Zvedá se vítr                    | Ano   | Ano    | Ne                |                                |        |
| 2023 | Chlapec a volavka                | Ano   | Ano    | Ne                |                                | [ 3 ]  |

Na těchto filmech se podílel v jiné roli než jako režisér, scenárista či producent:
- Vzpomínky jako kapky deště (1991) – výkonný producent.
- Pom poko (1994) – výkonný producent.
- Království koček (2002) – autor konceptu projektu.

### Krátkometrážní filmy
| Rok  | Název         | Režie | Scénář | Produkce | Poznámky                             |
| ---- | ------------- | ----- | ------ | -------- | ------------------------------------ |
| 1972 | Juki no taijó | Ano   | Ano    | Ne       | Pilotní díl nerealizovaného seriálu. |
| 1995 | On Your Mark  | Ano   | Ano    | Ne       | Hudební videoklip                    |
| 2001 | Kudžira tori  | Ano   | Ano    | Ne       |                                      |